# Selección de rugby de Túnez
El seleccionado de rugby de Túnez es el equipo representativo de la Fédération tunisienne de rugby (FTR).

## Uniforme
La indumentaria de la selección tiene los colores de su bandera, la camiseta puede ser roja y el short blanco o al revés. Las medias de algunos de los colores mencionados.

## Historia
El seleccionado tunecino jugó su primer partido en 1976, fue un amistoso frente a Costa de Marfil (22 - 6), mientras que el primer partido oficial fue contra Yugoslavia (0 - 23) en el marco de los Juegos Mediterráneos de 1979 en ese país.
En las décadas del 80 y del 90 enfrentó numerosas veces a selecciones europeas en la FIRA Nations Cup que organizaba la antigua FIRA, en esos años enfrentó a selecciones de África solo en torneos clasificatorios a la Copa del Mundo.
En torno al año 2000, la FIRA se consolida como una asociación europea y Túnez pasa a disputar torneos de su continente, participa entonces, en la primera edición de CAR Championship. Túnez ha disputado varias veces el máximo nivel de los campeonatos africanos, logrando el vicecampeonato en 3 temporadas (2002, 2008-09 y 2011).

## Palmarés
- Africa Cup 1B (1): 2014
- FIRA Nations Cup - División 3 (1): 1979-80

## Participación en copas
| - No ha clasificado - Tour a Bélgica 2013: perdió (1 - 0) - Tour a Argelia 2015: perdió (1 - 0) - CAR 2000: 2.º en el grupo - CAR 2001: 3.º en el grupo - CAR 2002: 2.º puesto - CAR 2003: no participó - CAR 2004: 3.º en el grupo - CAR 2005: 3.º en el grupo - Africa Cup 2006: 2.º en el grupo - Africa Cup 2007: 2.º en el grupo - Africa Cup 2008-09: 2.º puesto - Africa Cup 2010: 2.º en el grupo | - Africa Cup 1A 2011: 2.º puesto - Africa Cup 1A 2012: 4.º puesto (último) - Africa Cup 1A 2015: 4.º puesto (último) - Africa Cup 1B 2013: 2.º puesto - Africa Cup 1B 2014: Campeón invicto - Africa Cup 1B 2016: 2.º puesto - Rugby Africa Gold Cup 2017: 4.º puesto - Rugby Africa Gold Cup 2018: 4.º puesto - Split 1979: 6.º puesto (último) - North African Tri Nations 2016: 2.º puesto - North African Tri Nations 2017: 3.º puesto (último) |